# Богданов, Николай Петрович (1910)
Николай Петрович Богданов — советский хозяйственный, государственный и политический деятель.

## Биография
Родился в 1910 году на станции Панютино. Член КПСС.
С 1929 года — на хозяйственной, общественной и политической работе. В 1929—1978 гг. — токарь, мастер, начальник экспериментального отделения, начальник отдела «400» на заводе № 183 им. Коминтерна, начальник цеха приспособлений з-да № 75, начальник инструментального цеха, председатель завкома профсоюзов, начальник цеха шасси, начальник производства Челябинского тракторного завода, начальник Управления станкостроения, начальник автотракторного и с.-х. машиностроения Южно-Уральского совнархоза, директор Челябинского кузнечно-прессового завода.
Умер в Челябинске в 1978 году.